# Врело Босне
43° 49′ 08″ С; 18° 16′ 10″ И / 43.8188931° С; 18.269445° И
Врело Босне је извор у централној Босни и Херцеговини. Извор је реке Босне. Врело Босне се налази на периферији града Сарајева, поред Илиџе. Налази се у подножју планине Игман.
Данас је Врело Босне позната туристичка атракција, и за стране туристе и за локалне посетиоце. Састоји се од више малих острваца повезаних мостовима преко бројних мањих потока. Доста животиња се налази у парку, попут патки и лабудова. У парку који се налази код извора постоје бројне занимљивости, попут фијакера, места за излет и ресторана.
Скупштина Кантона Сарајево је 25. маја 2006. године донела Закон о проглашењу Споменика природе Врело Босне, укупне површине 603 хектара, на територији општине Илиџа. Значајни локалитету у оквиру заштићеног добра су само врело Босне у подножју Игмана, Велика алеја ка Илиџи са стаблима кестена и платана засађеним у аустроугарском периоду, Мост на Пландишту (Римски мост), парк Стојчевац и локалитет Црквине северно од села Врутци где се налази некропола стећака и остаци предроманичке цркве из 9. века.